# پوینتر
پوینتر (به انگلیسی: Pointer) گونه‌ای از سگ است که از لحاظ ظاهری دارای گوش‌های آویزان بلند است و در دسته متوسط سگ‌ها قرار می‌گیرد (از نظر اندازه)
این سگ‌ها ریشهٔ انگلیسی دارند و گونه اصیل ان انگلیسی است.
این نوع از سگ، سگ شکاری به حساب می‌آید و در گذشته به دلیل پره‌های ای که لای پنجه‌های دستان و پاهایشان دارند برای شکار موجودات آبزی مناسب هستند.
این سگ‌ها معمولاً موهای بسیار کم و درخشنده ای دارند که همین باعث می‌شود کمی ریزش مو داشته باشند.
از نظر خلق و خو این نژاد از سگ بسیار آرام و بی سر و صدا است ولی به ورزش روزانه نیاز دارد و در کل می‌توان گفت سگ‌های پوینتر سگ آپارتمانی نیستند.

## آموزش
پوینترها آموزش پذیری بالایی دارند، اما شکار با آنها آسان نبوده و نیاز به آموزش‌های مبتدی می‌باشد.